# 沖縄県道178号仲田伊是名線
沖縄県道178号仲田伊是名線（おきなわけんどう178ごう なかだいぜなせん）は沖縄県島尻郡伊是名村仲田と伊是名とを結ぶ一般県道。

## 概要

### 区間
- 起点：島尻郡伊是名村字仲田（仲田港）
- 終点：島尻郡伊是名村字伊是名
- 総延長：2.71km（実延長も同じ）

### 通過自治体
- 島尻郡伊是名村（伊是名島）

### 主要施設
- 仲田港（起点）
- 伊是名村役場（伊是名村仲田）

## 歴史
- 1953年（昭和28年）に琉球政府道伊是名仲田港線として指定、1956年（昭和31年）に仲田伊是名線に改称。1972年（昭和47年）5月の本土復帰と同時に県道となった（路線番号は復帰後につけられた）。